# Adelsberg (Zell im Wiesental)
Adelsberg (alemannisch: Adelschberg) ist ein Ortsteil der Stadt Zell im Wiesental im Landkreis Lörrach in Baden-Württemberg. Zu der früher eigenständigen Gemeinde gehörte auch der Weiler Blauen (alemannisch: Blaue).  Adelsberg und Blauen haben heute 255 Einwohner und liegen im Westen des Stadtgebietes auf den Hängen des Zeller Blauen. Adelsberg wurde 1439 erstmals urkundlich erwähnt und gehörte zur Vogtei Zell des Stiftes Säckingen und damit zum katholischen Vorderösterreich. Im 19. Jahrhundert wurde es eine eigenständige Gemeinde, im Zuge der baden-württembergischen Verwaltungsreform kam es 1974 als Ortsteil wieder zur Stadt Zell im Wiesental.

## Geographie

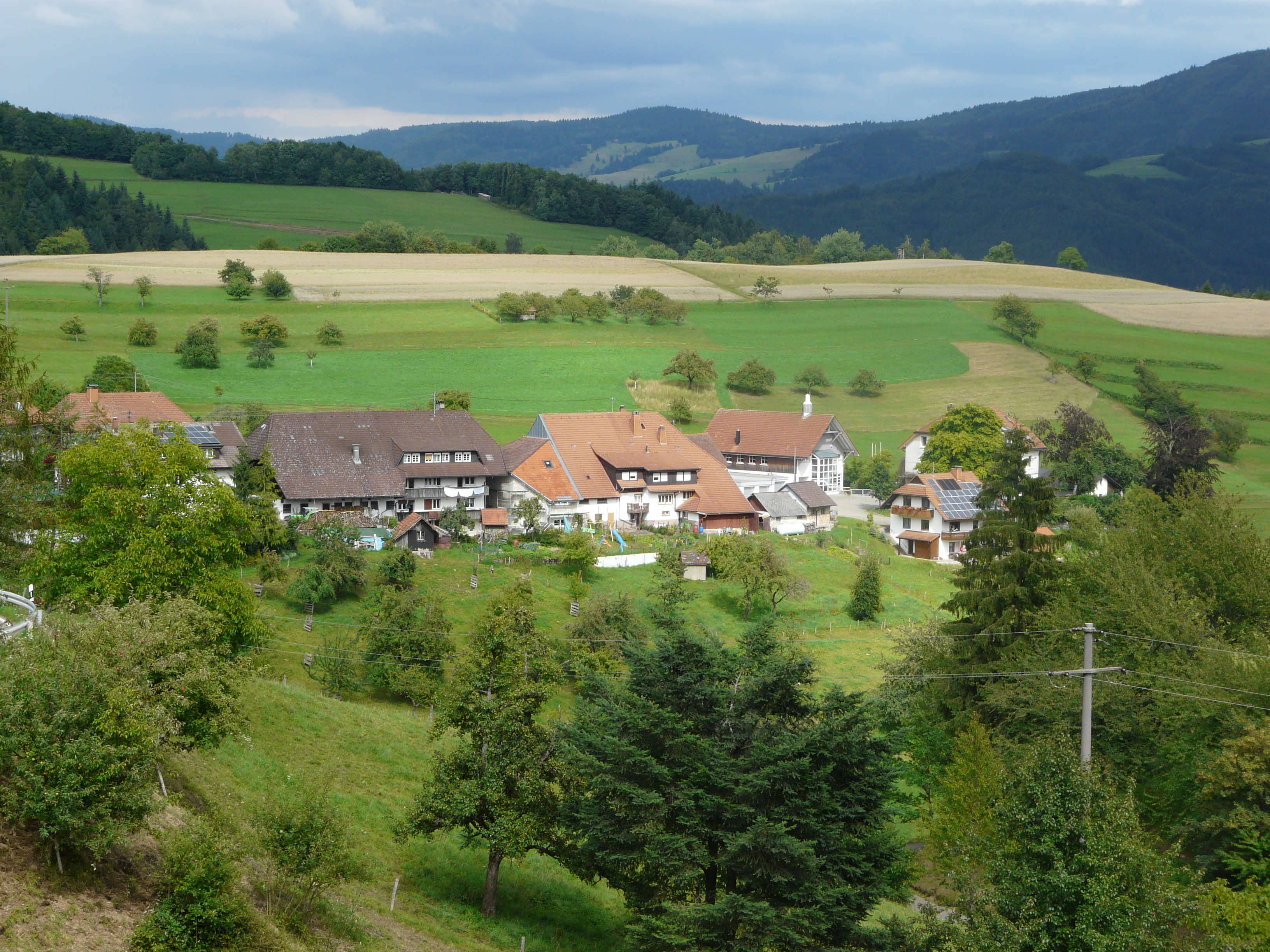
Adelsberg von oberhalb des Dorfes

### Geographische Lage
Adelsberg liegt im Westen des Zeller Stadtgebietes im vom Zeller Blauen dominierten Bergland und damit im Naturpark Südschwarzwald. Der Ortskern des namensgebenden Dorfes liegt auf 660 m, der Weiler Blauen liegt auf etwa 750 m. Im Westen grenzt Adelsberg an Gresgen, im Süden und Osten an die Stadt Zell, im Norden an Pfaffenberg und im Nordwesten an die Gemeinde Kleines Wiesental.

## Geschichte
Adelsberg wurde 1439 im Zinsrodel des Klosters Säckingen erstmals erwähnt, ein aus dem 13. Jahrhundert stammender Wohnturm weist allerdings auf eine deutlich frühere Besiedlung hin. Blauen wurde im selben Zinsrodel ebenfalls erwähnt, hier besteht möglicherweise jedoch noch eine frühere Erwähnung aus dem Jahr 1253, als ein „miles de Blawen“ ein Stück Land an Dietrich von Rottenberg verkaufte.
Sowohl Adelsberg als auch Blauen entwickelten sich wahrscheinlich aus einem einzigen Hofgut.
Sie gehörten zur Vogtei Zell des Klosters Säckingen und damit zum habsburgischen Vorderösterreich. Die Ortsherrschaft hatten die Herren von Schönau, die im 14. Jahrhundert durch Erbschaft von den Herren von Stein  die Meierrechte über den Dinghof Zell erhalten hatten.
Auch kirchlich wurde Adelsberg von Zell aus betreut und gehörte zur dortigen Pfarrei. In der zweiten Hälfte des 18. Jahrhunderts kam es zu jahrzehntelangen Streitigkeiten mit der Gemeinde Gresgen um den Verlauf der Grenze. Die Grenze zwischen Gresgen und Adelsberg markierte zu diesem Zeitpunkt nicht nur die Grenze zwischen der Gemeinde Gresgen und der Vogtei Zell, sondern auch jene zwischen der protestantischen Markgrafschaft Baden-Durlach/Baden und dem katholischen Vorderösterreich. 1788 umfasste das Dorf zehn Häuser, weitere acht standen in Blauen. Ein eigentliches Schulgebäude gab es in Adelsberg nicht, jedoch sind 1809 ein Lehrer in Adelsberg und einer in Blauen nachgewiesen, die dort in Bauernstuben 15 und 13 Schüler unterrichteten. Durch den Frieden von Pressburg fiel Vorderösterreich und mit ihm die Vogtei Zell und damit Adelsberg an Baden, das 1806 zum Großherzogtum avancierte.

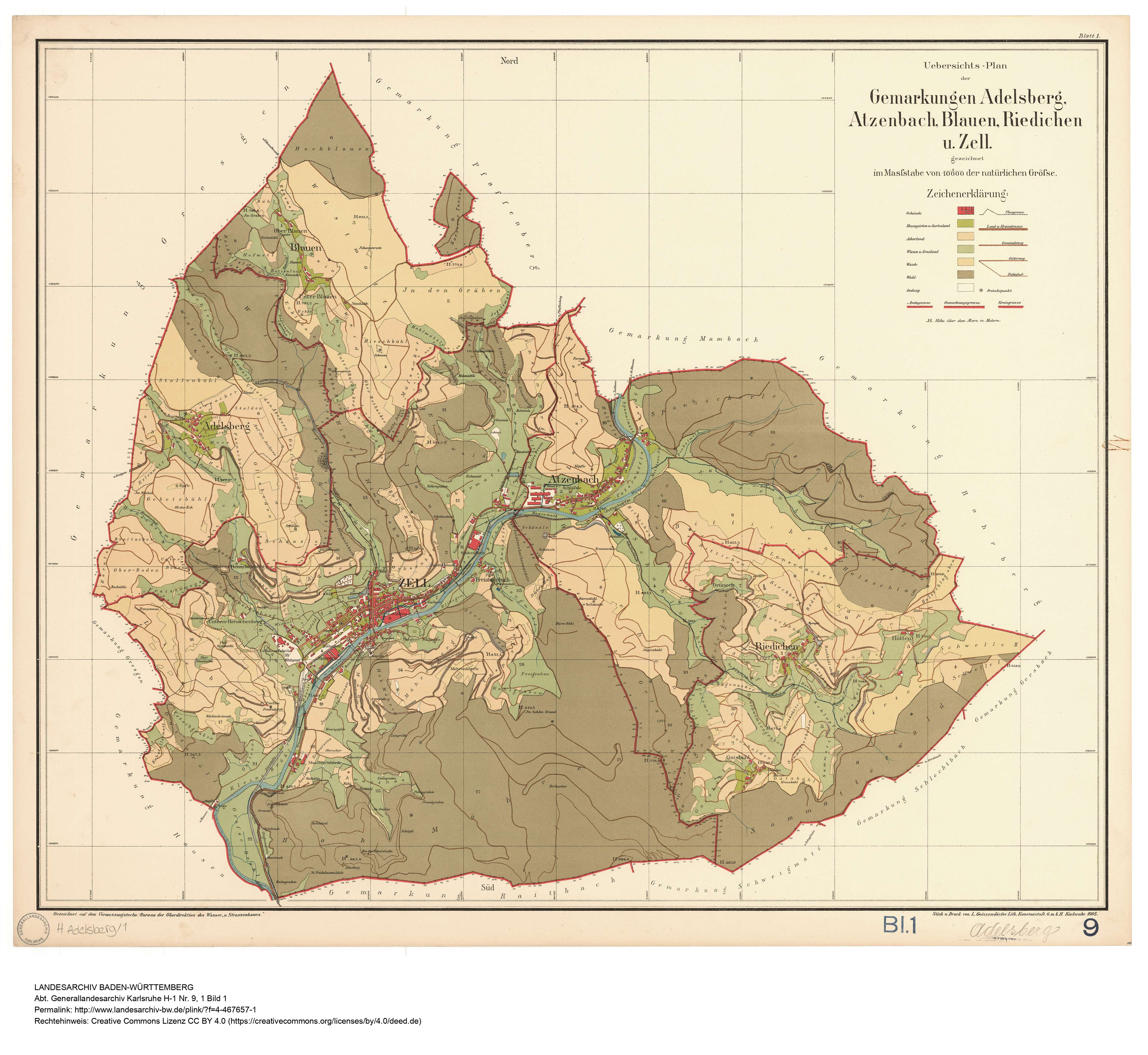
Historische Karte von Adelsberg, Atzenbach, Blauen, Riedichen und Zell im Wiesental

1811 wurde die Zeller Vogtei aufgelöst, Adelsberg (mit Blauen) wurde eine eigenständige Gemeinde. Die letztendliche Aufteilung der Gemarkung unter die neu entstandenen Gemeinden erfolge erst 1842 und ergab für die Gemeinde Adelsberg eine Gemarkungsfläche von 453 Hektar, davon eine 43 Hektar große Exklave auf dem Gebiet der heutigen Gemeinde Häg-Ehrsberg. 1836 wurde ein Schul- und Rathaus gebaut. Zu Beginn des 20. Jahrhunderts wurde der Ort von mehreren Bränden heimgesucht: 1902 gab es bei einem Hausbrand sieben Todesopfer, 1909 brannten acht strohgedeckte Schwarzwaldhäuser ab, 1910 wurden fünf weitere Häuser zerstört. Hinzu kamen mehrere Einzelbrände. Eine zentrale Wasserversorgung wurde 1910 eingerichtet.
1963 wurde ein Wohnhaus zum Schulgebäude umgestaltet, das ab 1975 den örtlichen Kindergarten beherbergte. Die für Adelsberg zuständige Grundschule ist seither jene in Gresgen. Im Zuge der Verwaltungsreform in Baden-Württemberg kam Adelsberg am 1. Januar 1974 zur Stadt Zell und wurde zu einem Ortsteil mit einer eigenen Ortschaftsverfassung. Ähnlich erging es auch den Nachbarorten Gresgen und Pfaffenberg. 1993 wurde ein Dorfzentrum gebaut, das einen Bürgersaal, den Kindergarten, die örtliche Feuerwehr und die Ortsverwaltung beherbergt.

## Bevölkerung und Religion

### Bevölkerung
Im Jahr 1712 zählte man in Adelsberg 156 Einwohner, in Blauen 56. 1840 hatte die Gemeinde 309 Einwohner, davon 139 in Blauen. Im Zuge der Industrialisierung in den im Tal gelegenen Gemeinden wie Zell und Atzenbach verlor Adelsberg viele Einwohner durch Abwanderung; zwischen 1871 und 1895 reduzierte sich die Einwohnerzahl um 21 %. 1890 verzeichnete die Gemeinde 255 Einwohner, die gleiche Zahl wurde auch 1997 erreicht.
Die Zahl der Einwohner Adelsbergs entwickelte sich wie folgt:
| Jahr | Einwohner |
| ---- | --------- |
| 1852 | 334       |
| 1871 | 314       |
| 1880 | 284       |
| 1890 | 255       |
| 1900 | 263       |
| 1910 | 188       |
| 1925 | 220       |

| Jahr | Einwohner |
| ---- | --------- |
| 1933 | 209       |
| 1939 | 199       |
| 1950 | 213       |
| 1956 | 222       |
| 1961 | 236       |
| 1970 | 242       |

### Religion
Als Teil Vorderösterreichs blieb Adelsberg katholisch. Aufgrund der fehlenden Industrialisierung kam es, im Gegensatz zu Zell, Atzenbach und Mambach auch nicht zum Zuzug von Protestanten, sodass Adelsberg, wie die anderen Zeller Bergdörfer Pfaffenberg und Riedichen fast rein katholisch blieb. Die seelsorgerische Anbindung an Zell besteht noch heute, Adelsberg gehört zur Pfarrei St. Fridolin in Zell im Dekanat Wiesental des Erzbistums Freiburg.
Die Zugehörigkeit zu den Religionsgemeinschaften verteilte sich in der Vergangenheit wie folgt:
| Religionszugehörigkeit in Adelsberg | Religionszugehörigkeit in Adelsberg | Religionszugehörigkeit in Adelsberg | Religionszugehörigkeit in Adelsberg |
| Jahr                                | Religion                            | Religion                            | Religion                            |
| ----------------------------------- | ----------------------------------- | ----------------------------------- | ----------------------------------- |
|                                     | evangelisch                         | katholisch                          | sonstige                            |
| 1858                                | 1,9 %                               | 98,1 %                              | 0 %                                 |
| 1925                                | 9,1 %                               | 90,9 %                              | 0,0 %                               |
| 1950                                | 17,4 %                              | 82,6 %                              | 0,9 %                               |
| 1961                                | 15,3 %                              | 84,7 %                              | 0,0 %                               |
| 1970                                | 12,0 %                              | 85,5 %                              | 2,5 %                               |

## Politik

### Wahlen
Zell und damit Adelsberg gehört zum Bundestagswahlkreis 282 Lörrach-Müllheim und zum Landtagswahlkreis 58 Lörrach. Historisch betrachtet war Adelsberg als katholisches Dorf stark der Zentrumspartei zugewandt, die zwischen 1871 und 1912 bei der Reichstagswahl über 90 % der Stimmen erhielt. Diese politische Prägung blieb auch in der Zeit der Weimarer Republik bestehen: Noch im November 1932 erhielt die Partei 93 von 103 Stimmen. Erst 1933 konnten die Nationalsozialisten 36 % erhalten, waren damit aber nach wie vor nur zweitstärkste Kraft hinter dem Zentrum mit 59 %.

### Wappen
Das Wappen der ehemaligen Gemeinde Adelsberg zeigt in von Schwarz und Gold geteiltem Schild drei (2:1) vierspeichige Räder in verwechselten Farben.

## Infrastruktur

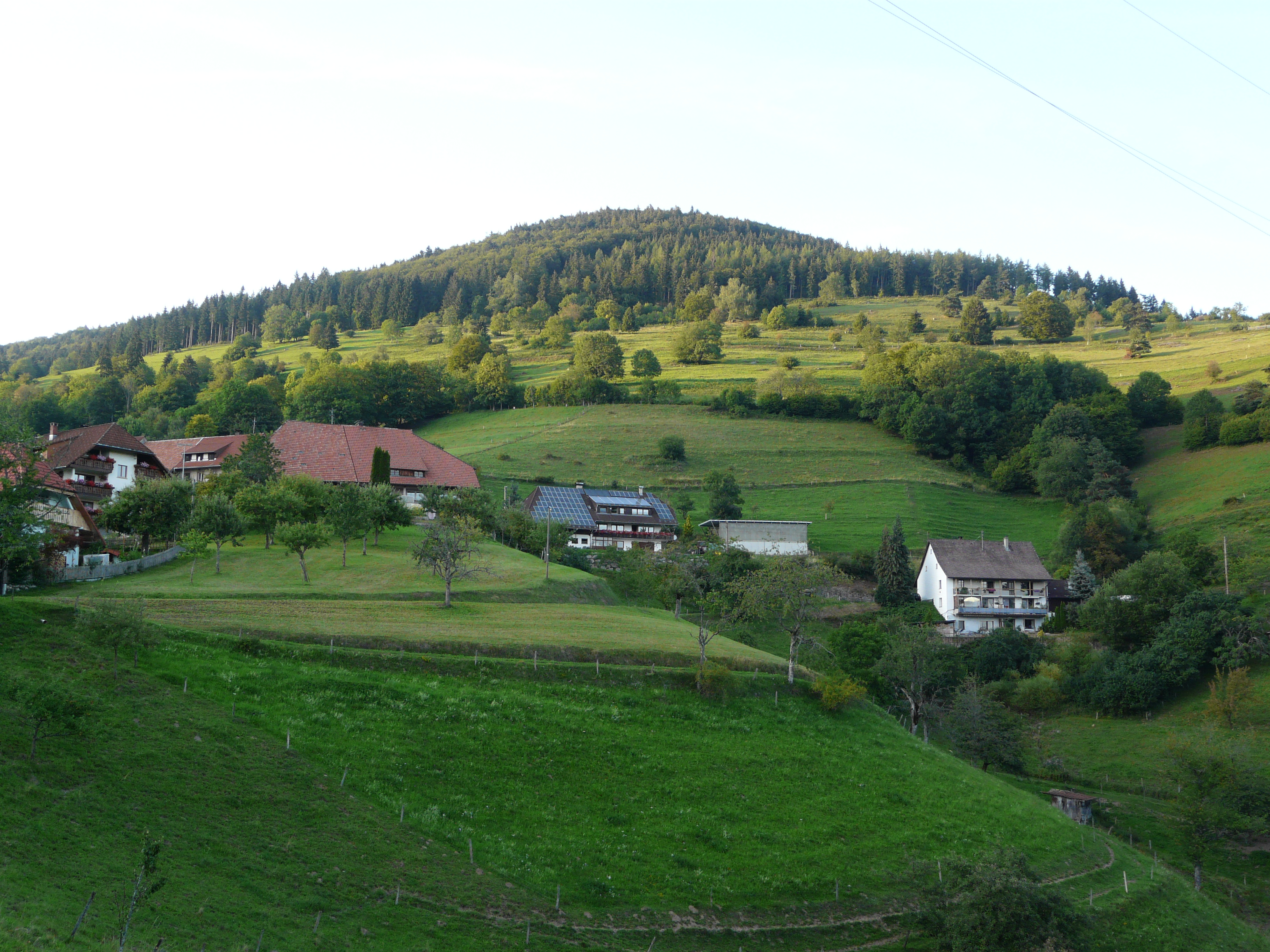
Der Weiler Blauen mit dem namensgebenden Berg

### Verkehr
Adelsberg kann über die Landesstraße 140 erreicht werden, die von Zell aus über Adelsberg und Gresgen nach Tegernau führt. In Tegernau besteht Anschluss an die Landesstraße 139, die durch das Kleine Wiesental führt. Die Kreisstraße 6301 führt über die Passhöhe Zimmerplatz nach Pfaffenberg. In Zell besteht eine Anbindung an die Bundesstraße 317. 
Der nächstgelegene, an die Wiesentalbahn angeschlossene Bahnhof befindet sich ebenfalls in Zell.

### Schule
Seit 1975 ist die Grundschule Gresgen für Adelsberg zuständig. Weiterführende Schulen befinden sich in Zell (Haupt- und Realschule), Schopfheim (Theodor-Heuss-Gymnasium) und Schönau (Gymnasium Schönau).